# Лелека малазійський
Лелека малазійський (Ciconia stormi) — вид птахів родини лелекових (Ciconiidae).

## Поширення
Вид поширений у Південно-Східній Азії. Трапляється на крайньому півдні Таїланду, Малазійському півострові, Суматрі і Калімантані (Індонезія). Популяція виду оцінюється у 260—330 зрілих птахів. Мешкає на водно-болотяних угіддях.

## Опис
Великий птах, заввишки до 91 см. Оперення чорне, лише верхня частина шиї і лице білого кольору. Навколо очей є кільце з голої шкіри жовтого кольору.

## Спосіб життя
Лелека малазійський веде одиночний спосіб життя, іноді трапляється в маленьких групах. Живиться рибою, амфібіями, дрібними рептиліями і комахами. Біологія розмноження вивчена мало. Птах будує свої гнізда з гілок на деревах. Гнізда діаметром 0,5 м і заввишки приблизно 15 см. У гнізді 2 яйця.